# Jørn Sloth

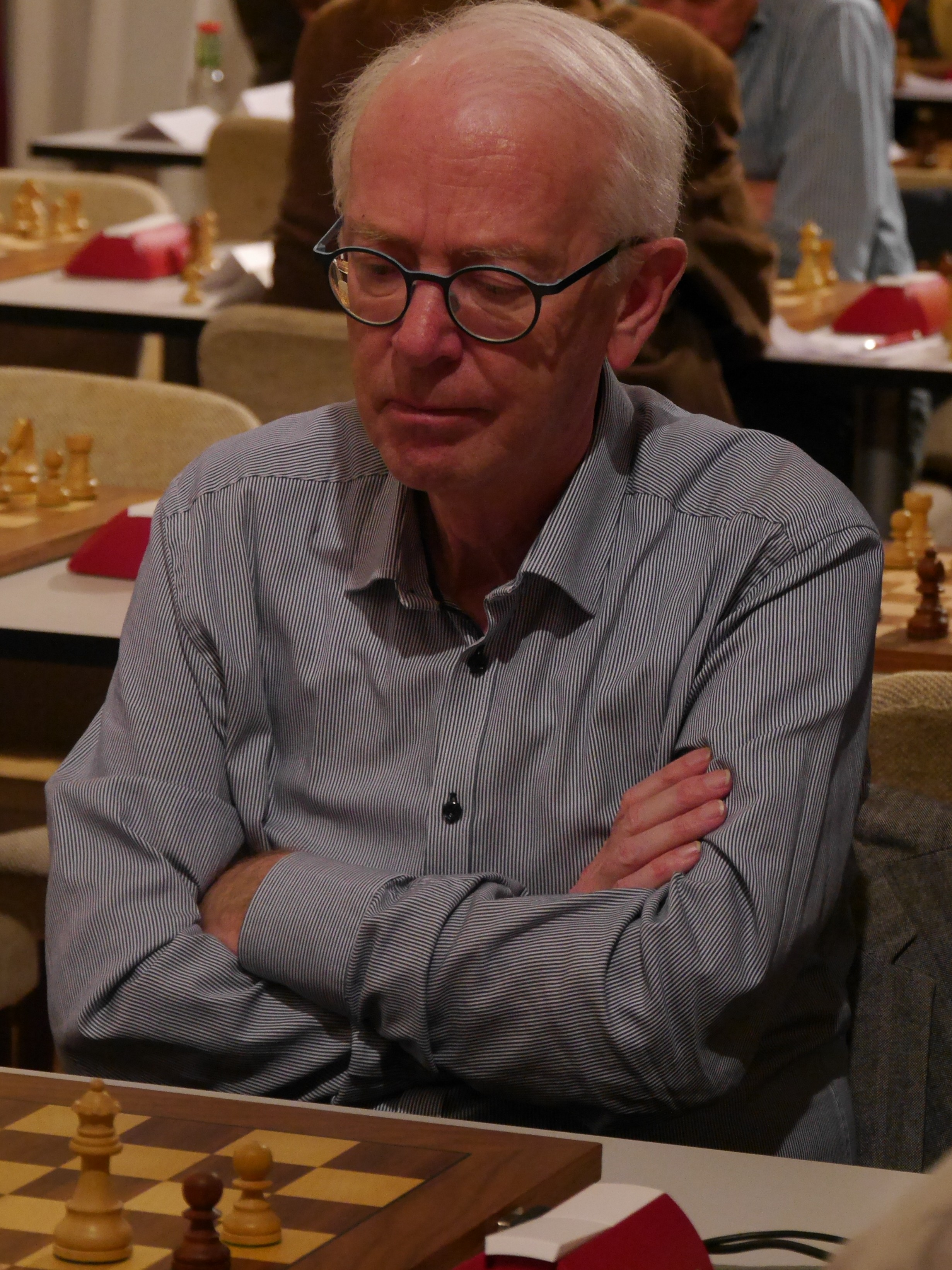
Jørn Sloth in 2016

Jørn Sloth is een in 1944 geboren schaker uit Denemarken. 
In 1964 won hij, gedeeld met Rob Hartoch, in Groningen het Europees schaakkampioenschap voor junioren. 
In het correspondentieschaak bereikte hij in 1980 de top: hij werd de achtste wereldkampioen ICCF in een toernooi dat van 1975 tot 1980 verspeeld werd. Vladimir Zagorovsky eindigde op de tweede plaats. In 1978 werd Jørn grootmeester ICCF. 